# Le Fantôme de la liberté
Le Fantôme de la liberté is een Italiaans-Franse film uit 1974, geregisseerd door Luis Buñuel. Buñuel schreef tevens het scenario van de film, samen met Jean-Claude Carrière. Het scenario is gebaseerd op een verhaal van Gustavo Adolfo Bécquer. De titel is afgeleid van de eerste zin van het Manifest van de Communistische Partij van Karl Marx en Friedrich Engels.
De film bestaat uit een aantal los van elkaar staande surrealistische scènes en wordt dikwijls beschouwd als een satirische kritiek van Buñuel op de maatschappelijke conventies van de bourgeoisie, en op de onbereikbaarheid van de ware vrijheid.

## Inhoud

### Beginscènes
Het begin van de film overstijgt de normale functie van een inleiding. De film opent met het werk 3 mei 1808 van Francisco Goya, symbool van de opstand van het Spaanse volk tegen de troepen van Napoleon. Het schilderij werd een icoon van de wreedheden van een oorlog. In de film is het schilderij overdrukt met de tekst De film begint in Toledo, in 1808, tijdens de bezetting van de stad door de troepen van Napoleon.
Tijdens de begintitels wordt een levende reproductie van het schilderij uitgebeeld: de aankomst van het vuurpeloton, het protest van de bevolking en de laatste kreet van de neergeschoten man tussen de lijken van de reeds omgebrachte slachtoffers. De vertelster is de meid van het paar Foucauld, die struikelt over een moeilijk woord dat ze leest in een roman over de napoleontische oorlogen in Spanje. Het dochtertje van de Foulcaulds, Véronique, volgt een onbekende die haar postkaarten aanbiedt. De ouders van het meisje, die de prenten bekijken, zijn ontsteld over wat ze te zien krijgen, zoals de afbeelding van de Sacré-Cœur van Parijs, die het echtpaar als zeer obsceen beschouwt. De basiliek is gebouwd "op het bloed van de communards" en wordt door de surrealisten veracht.

### Verhaal
De draad van het verhaal wordt van de ene persoon op de andere doorgegeven. Een nevenpersoon uit het eerste verhaal wordt hoofdpersoon in het volgende, met surrealistische situaties die de zeer conventionele Franse samenleving tot in het absurde drijven.
Zo komt er een telefoontje van school dat een meisje verdwenen is. Als haar ouders op school aankomen komt het kind bij haar moeder en zegt: "Ik ben er toch". Maar niemand luistert naar haar omdat kinderen in het bijzijn van volwassenen niet mogen praten, waardoor de zoektocht wordt voortgezet alhoewel het meisje niet verdwenen is. In de volgende scène gaat de vader naar een arts, die hem verzekert dat de onderzoeksresultaten zeer goed zijn en dat slechts een onschuldige ingreep nodig is. Het gaat echter om kanker. De preutse doktersassistente gaat naar haar zieke vader, maar moet door het slechte weer overnachten in een hotel waar 's nachts monniken in haar kamer komen om te roken en poker te spelen met haar. In de kamer daarnaast verblijft een eerlijke, knappe jongeman, die met zijn oude ongehuwde tante wil slapen. Zij geeft pas toe nadat hij terugkomt van de kamer ernaast, waar hij en de andere hotelgasten door een hoedenmaker werden uitgenodigd om masochistische spelletjes te komen bekijken. In weer een andere scène gaat de groep samen naar het toilet, terwijl ze elk afzonderlijk eten.

## Rolverdeling
| Acteur                   | Personage               |
| ------------------------ | ----------------------- |
| Milena Vukotic           | ziekenzuster            |
| Jean-Claude Brialy       | M. Foucauld             |
| Monica Vitti             | Mme Foucauld            |
| Paul Frankeur            | herbergier              |
| Michael Lonsdale         | hoedenmaker             |
| François Maistre         | professor               |
| Hélène Perdrière         | tante                   |
| Jean Rochefort           | M. Legendre             |
| Pascale Audret           | Mme Legendre            |
| Adriana Asti             | dame in het zwart       |
| Julien Bertheau          | politieprefect          |
| Michel Piccoli           | opvolger van de prefect |
| Claude Piéplu            | commissaris             |
| Adolfo Celi              | arts                    |
| Pierre Maguelon          | gendarme                |
| Maxence Mailfort         | luitenant               |
| Anne-Marie Deschott      | Edith Rosenblum         |
| Pierre-François Pistorio | neef                    |
| Marie-France Pisier      | mevrouw Calmette        |